# Mary-Claire King

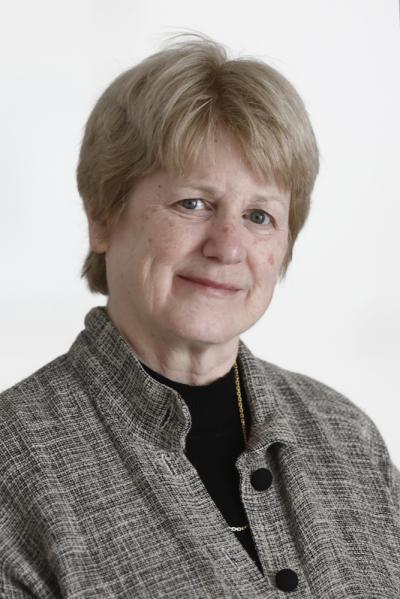
Mary-Claire King (2013)

Mary-Claire King (* 27. Februar 1946 in Evanston, Illinois) ist eine US-amerikanische Genetikerin. Sie ist bekannt für die Entdeckung der Brustkrebs-Gene und für den Vergleich des Erbguts von Schimpanse und Mensch. Außerdem machte sie sich in der forensischen Genetik einen Namen.

## Leben und Wirken
King studierte zunächst Mathematik am Carleton College (Bachelor 1966) und dann Genetik an der University of California, Berkeley, wo sie 1973 bei Allan Wilson promoviert wurde. In ihrer Dissertation zeigte sie, dass das Erbmaterial von Schimpansen und Menschen zu 99 Prozent identisch ist, was damals überraschend war. Ab 1974 war sie Assistant Professor an der University of California, San Francisco, und wurde dann 1976 Assistant Professor und 1980 Associate Professor für Genetik und Epidemiologie in Berkeley. Seit 1995 ist sie Professorin an der University of Washington (American Cancer Society Research Professor).
King zeigte mit Kollegen 1990, dass ein einziges Gen, BRCA1 auf Chromosom 17, für viele Brustkrebs- und Eierstockkrebserkrankungen verantwortlich war. Etwa 5–10 % der Brustkrebserkrankungen sind genetisch bedingt und etwa die Hälfte weist Mutationen in BRCA1 oder 2 auf. Diese Entdeckung änderte auch die Rolle der Genetik in der Medizin über das Studium seltener Erbkrankheiten hinaus, da wider Erwarten ein einzelnes Gen eine wesentliche Rolle bei einer häufigen, gewöhnlich auf viele Faktoren (genetische und Umweltfaktoren) zurückgeführten Krankheit spielte. Im Wettlauf um die Klonierung des BRCA1-Gens wurde sie von der Gruppe von Mark Skolnick an der University of Utah geschlagen. Später war sie an der Erforschung der Rolle des BRCA2-Gens beteiligt. Sie suchte auch nach Genen für andere Erkrankungen, zum Beispiel für genetisch bedingte Taubheit, und arbeitete dabei mit israelischen Wissenschaftlern zusammen (genetisch bedingte Taubheit ist bei Arabern in Palästina verbreitet).
Sie war am Human Genome Diversity Project beteiligt und an genetischer Erforschung der Menschheitsgeschichte interessiert.
King ist für Menschenrechts-Organisationen aktiv in der forensischen Genetik, zuerst 1984 in Argentinien im Auftrag der Großmütter der Plaza de Mayo (Abuelas de la Plaza de Mayo) für Opfer des Militärregimes, für die sie vom Regime verschleppte Kinder identifizierte. Sie benutzte dazu mitochondrische DNA und Gene für Leukozyt-Serotypen aus den Zähnen. Es hat sich gezeigt, dass Zähne eine gute Möglichkeit bieten, Proben von Opfern zu nehmen, um aus deren Innerem unter Laborbedingungen eine erfolgreiche DNA-Analyse durchzuführen. King arbeitete in der Folge mit ihrem Labor auch für Amnesty International, das UN-Kriegsverbrechertribunal und auch für die US Army zum Beispiel an Fällen auf dem Balkan, in Ruanda und El Salvador.
King war schon früh politisch aktiv. Sie nahm in ihrer College-Zeit an Anti-Vietnamkriegs-Protesten teil, unterrichtete als Gastprofessorin während der Zeit des Militärputsches in Santiago de Chile und untersuchte während ihrer Studentenzeit für Ralph Nader die Auswirkung von Pestiziden auf Landarbeiter.
Sie heiratete 1973, ist geschieden und hat eine Tochter.

## Auszeichnungen und Mitgliedschaften
- 1994: Clowes Award for Basic Research der American Association for Cancer Research
- 1996: Jill Rose Award der Breast Cancer Research Foundation
- 1999: Mitglied der American Academy of Arts and Sciences
- 2005: Mitglied der National Academy of Sciences
- 2006: A.H.-Heineken-Preis für Medizin
- 2006: Weizmann Woman and Science Award
- 2006: Gruber-Preis für Genetik
- 2010: Pearl Meister Greengard Prize
- 2012: Mitglied der American Philosophical Society[6]
- 2013: Paul-Ehrlich-und-Ludwig-Darmstaedter-Preis
- 2014: Lasker~Koshland Special Achievement Award in Medical Science
- 2016: National Medal of Science
- 2016: Szent-Györgyi Prize
- 2018: Dan-David-Preis
- 2018: Shaw Prize in Medizin
- 2018: Prinz-Mahidol-Preis
- 2018: Mendel Medal der Genetics Society
- 2018: Benjamin Franklin Medal der American Philosophical Society
- 2020: William Allan Award der American Society of Human Genetics
- 2021: Canada Gairdner International Award[7]
- 2025: Public Welfare Medal der National Academy of Sciences
- 2025: Prinzessin-von-Asturien-Preis in der Kategorie "Wissenschaft und Forschung"[8]

Mehrere Universitäten verliehen ihr die Ehrendoktorwürde, darunter die Harvard University, Löwen, Dartmouth College. 
Seit 2022 zählt der Medienkonzern Clarivate sie aufgrund der Zahl der Zitationen zu den Favoriten auf einen Nobelpreis (Clarivate Citation Laureates).

## Schriften
- P. L. Welsch, K. Owens, M.-C. King: Insights into the function of BRCA1 and BRCA2. In: Trends in Genetics. Band 16, 2000, S. 69–74.
- P. Welsch, M.-C. King: BRCA1 and BRCA2 and the genetics of breast and ovarian cancer. In: Hum. Mol. Genet. Band 10, 2001, S. 705–713.